# 3吋23倍徑火炮
3吋23倍徑火炮（英語："3-inch/23-caliber gun"）是美國海軍於第一次世界大戰及1920年代驅逐艦上標準配備的防空砲。名稱中的「3吋/23倍徑」意指砲彈直徑為3吋（76毫米），砲管長度為23倍徑（即砲管長度為3吋×23=69吋，約1.75公尺）。

## 設計描述

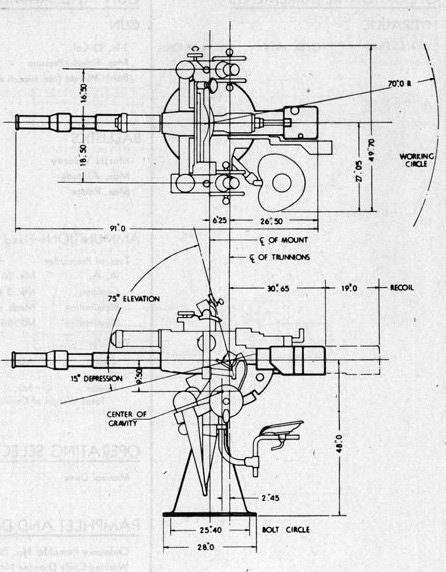
平面图和左立面图

这门带有水平滑动后膛的火炮重约 531 磅（241 公斤），使用固定弹药（弹壳和射弹作为一个组装单元处理），13 磅（6 公斤）的射弹，速度为每秒 1650 英尺（500 米/秒）。 射程为 10,100 码（9,235 米）（仰角 45 度）。 在最大仰角 75 度时，云高为 18,000 英尺（5,500 米）。 
此砲為多層建構砲，配備水平滑動砲尾。其重量約531磅（241公斤），使用定裝彈藥（砲殼與砲彈組裝為一體）。砲彈重約13磅（6公斤），初速為每秒1650英尺（500公尺）。砲口仰角45度時的最大射程為10,100碼（9,235公尺），仰角75度時的最大高射高度為18,000英尺（5,500公尺）。

## 歷史發展
3吋23倍徑火炮是美国军队中第一种专门设计的防空炮，它是海军上将特温宁设计的1磅炮概念的进一步发展，旨在应对各国海军建造的飞艇可能带来的威胁。 
部分可伸縮版本被安裝作為甲板炮在美國L級、M-1（SS-47）、AA-1級和O級潛艦上。
第二次世界大战爆发后，3英寸23口径火炮已过时，在第一次世界大战期间建造的装备有3英寸23口径火炮的美国驱逐舰现存的火炮都换装了双用途3吋50倍徑火炮。在第二次世界大战期间，在没有空中威胁的地方，3英寸23口径火炮被用于地对地攻击潜艇，并安装在潜艇追逐舰、武装游艇和各种辅助设备上。 
一些主要战舰暂时装备3英寸23口径火炮，等待安装四联装1.1英寸75口径火炮。
部分大型軍艦在等待安裝四聯裝1.1吋/75倍徑防空砲時，也曾短暫裝配此型砲。 

## 配備艦隻
- AA-1級潛水艇
- 現役級巡邏艇
- 艾爾文級驅逐艦
- 考德威爾級驅逐艦[2]
- 科羅拉多級戰艦
- 克萊門森級驅逐艦[2]
- 杜比克級砲艇
- 佛羅裡達級戰艦
- 克朗代克級驅逐艦母艦
- L級潛水艇
- 美國海軍 M-1 號潛水艇 （SS-47）
- O級潛水艇
- PGM-1級機動砲艇
- SC-1級獵潛艦
- SC-497級獵潛艦
- 維克斯級驅逐艦[2]